# South Houston, Texas
South Houston là một thành phố thuộc quận Harris, tiểu bang Texas, Hoa Kỳ. Năm 2010, dân số của xã này là 16983 người.

## Dân số
- Dân số năm 2000: 15833 người.
- Dân số năm 2010: 16983 người.